# Commelinales
Commelinales Mirb. ex Bercht. & J.Presl, 1820 è un ordine di piante angiosperme monocotiledoni.

## Descrizione
Le piante di questo ordine condividono alcune sinapomorfie, come la mancanza di associazioni micorriziche e la presenza di rafidi tappetali.
Stime sull'evoluzione delle Comminales sono molto diverse, ma la maggior parte indica un'origine e una diversificazione avvenuta tra la metà e la fine del Cretaceo. A seconda dei metodi utilizzati, gli studi indicano un periodo di origine che varia tra 123 e 73 milioni di anni fa e una diversificazione all'interno del gruppo che inizia tra 110 e 66 milioni di anni fa.
I parenti più prossimi all'ordine si trovano nell'ordine Zingiberales, che include tra le altre piante zenzero, banano, cardamomo.

## Tassonomia
Secondo il sistema di classificazione filogenetica APG IV, l'ordine comprende cinque famiglie:
- Hanguanaceae Airy Shaw
- Commelinaceae Mirb.
- Philydraceae Link
- Pontederiaceae Kunth
- Haemodoraceae R.Br.

L'ordine complessivamente comprende oltre 800 specie, suddivise in circa 70 generi; la maggior parte delle specie è inclusa nella famiglia Commelinaceae.
Il Sistema Cronquist del 1981, che non era basato su dati molecolari, poneva l'ordine nella sottoclasse Commelinidae della classe Liliopsida e includeva le famiglie Commelinaceae, Mayacaceae, Rapateaceae e Xyridaceae.
Ora è noto che queste famiglie sono solo lontanamente imparentate tra di loro.